# Egisto Domenico Melchiori
Egisto Domenico Melchiori (Bedizzole, 15 febbraio 1879 – 2 marzo 1963) è stato un arcivescovo cattolico italiano.

## Biografia
Nacque a Bedizzole il 15 febbraio 1879 in una famiglia di umili origini: infatti suo padre era maniscalco.

### Formazione e ministero sacerdotale
Compiuti tutti gli studi presso il seminario diocesano di Brescia, venne ordinato sacerdote il 25 agosto 1901.
Tra i suoi primi incarichi ci fu la rettoria del santuario di Masciaga e i ruoli di vicerettore prima e poi direttore spirituale nel seminario. In seguito venne mandato a Roma a proseguire gli studi e si laureò in teologia.
Tornato in diocesi fu insegnante di Teologia morale del giovane Giovanni Battista Montini, futuro papa Paolo VI.
Oltre all'insegnamento fu dal 1910 parroco nella parrocchia Sant'Afra di Brescia; in questo periodo diede avvio alla costruzione di un orfanotrofio. Dal 1919 al 1924 divenne abate di Pontevico.

### Ministero episcopale
Il 2 maggio 1924 fu nominato vescovo di Nola e fu consacrato vescovo il 15 giugno 1924 da mons. Giacinto Gaggia. Visti i suoi meriti Pio XI gli conferì la dignità di assistente al Soglio Pontificio e di conte romano.
Il 5 dicembre 1934 fu trasferito a Tortona e fece il suo ingresso ufficiale il 6 marzo 1935, giorno in cui si commemora san Marziano, patrono di Tortona, della cui diocesi fu l'ultimo vescovo principe.
Fu insignito del titolo di arcivescovo ad personam il 26 febbraio 1949.
Nei primi anni trenta, dopo aver venduto l'edificio adibito ad orfanotrofio in Brescia, acquista una casa in località Sedesina (sua contrada di nascita) che dopo un consistente ampliamento dedica alle orfanelle, nasce così l'Orfanotrofio Femminile Sacra Famiglia di Bedizzole, nel 1954 ne cura l'erezione a ente morale, qualifica che viene conferita dal capo dello Stato.
Nel 1981 venendo meno le necessità di un orfanotrofio lo stesso lentamente si trasforma in scuola materna e con il 1989 cessa completamente il servizio di orfanotrofio.
Nel 2001 l'ente viene sciolto e suddiviso in: Fondazione Mons. Egisto Melchiori - O.n.l.u.s. e in Scuola Materna Sacra Famiglia - associazione.
Morì il 2 marzo 1963 e la salma oggi giorno riposa nella cattedrale di Tortona.
Numerose lapidi (sulla sua casa natale, nella chiesa di Sedesina, presso la Scuola Materna - Fondazione e in altri luoghi) testimoniano l'affetto dei bedizzolesi al suo concittadino vescovo e benefattore, lungimirante e attento ai bisogni degli ultimi.

## Genealogia episcopale e successione apostolica
La genealogia episcopale è:
- Cardinale Scipione Rebiba
- Cardinale Giulio Antonio Santori
- Cardinale Girolamo Bernerio, O.P.
- Arcivescovo Galeazzo Sanvitale
- Cardinale Ludovico Ludovisi
- Cardinale Luigi Caetani
- Cardinale Ulderico Carpegna
- Cardinale Paluzzo Paluzzi Altieri degli Albertoni
- Papa Benedetto XIII
- Papa Benedetto XIV
- Cardinale Enrico Enriquez
- Arcivescovo Manuel Quintano Bonifaz
- Cardinale Buenaventura Córdoba Espinosa de la Cerda
- Cardinale Giuseppe Maria Doria Pamphilj
- Papa Pio VIII
- Papa Pio IX
- Cardinale Raffaele Monaco La Valletta
- Cardinale Francesco Satolli
- Arcivescovo Giacinto Gaggia
- Arcivescovo Egisto Domenico Melchiori

La successione apostolica è:
- Vescovo Silvio Cassulo (1948)
- Vescovo Raffaele Macario (1948)
- Vescovo Carlo Angeleri (1948)
- Vescovo Carlo Ferrari (1952)